# 盛徳王
盛徳王（せいとくおう、または越、? - 紀元前778年）は、第13代箕子朝鮮王。王在位期間は、紀元前793年 - 紀元前778年。諡は盛徳王。諱は越。王位は悼懐王（職）が継承。